# Atletica leggera ai XVI Giochi dei piccoli stati d'Europa
Le competizioni di atletica leggera ai XVI Giochi dei piccoli stati d'Europa si sono svolte dal 30 maggio al 2 giugno 2017.

## Podi

### Maschile
| Evento                 | Oro                      | Argento                   | Bronzo                   |
| 100 metri              | Panagiotis Ioannou       | Christos Chatziangelidis  | Ari Bragi Kárason        |
| 200 metri              | Kevin Moore              | Paisios Dimitriadis       | Luka Rakić               |
| 400 metri              | Kevin Moore              | Kolbeinn Höður Gunnarsson | Georgios Avraam          |
| 800 metri              | Amine Khadiri            | Brice Etes                | Kristinn Þór Kristinsson |
| 1500 metri             | Amine Khadiri            | Kristinn Þór Kristinsson  | Hlynur Andrésson         |
| 5000 metri             | Hlynur Andrésson         | Marcos Sanza              | Pol Mellina              |
| 10.000 metri           | Marcos Sanza             | Kári Steinn Karlsson      | Arnar Pétursson          |
| 110 metri ostacoli     | Milan Trajkovic          | Einar Daði Lárusson       | Claude Godart            |
| 400 metri ostacoli     | Ívar Kristinn Jasonarson | Andrea Ercolani Volta     | Jesse Jacob              |
| 3000 metri siepi       | Arnar Pétursson          | Nikolas Fragkou           | Josep Sansa              |
| Staffetta 4x100m       | Cipro                    | Islanda                   | Lussemburgo              |
| Staffetta 4x400m       | Islanda                  | Cipro                     | Monaco                   |
| Salto in alto          | Vasilios Konstantinou    | Eugenio Rossi             | Matteo Mosconi           |
| Salto con l'asta       | Nikandros Stylianou      | Krister Blar Jónsson      | Sébastien Hoffelt        |
| Salto in lungo         | Kristinn Torfason        | Giorgos Poullos           | Þorsteinn Ingvarsson     |
| Salto triplo           | Panagiotis Volou         | Þorsteinn Ingvarsson      | Jesse Jacob              |
| Getto del peso         | Bob Bertemes             | Óðinn Björn Þorsteinsson  | Stefán Velemir           |
| Lancio del disco       | Guðni Valur Guðnason     | Andreas Christou          | Sven Forster             |
| Lancio del giavellotto | Guðmundur Sverrisson     | Antoine Wagner            | Örn Davíðsson            |

### Femminile
| Evento                 | Oro                           | Argento                      | Bronzo                         |
| 100 metri              | Charlotte Wingfield           | Hafdís Sigurðardóttir        | Dimitra Kyriakidou             |
| 200 metri              | Charlotte Wingfield           | Hafdís Sigurðardóttir        | Hrafnhild Eir R. Hermoðsdóttir |
| 400 metri              | Þórdís Eva Steinsdóttir       | Janet Richard                | Kalliopi Kountouri             |
| 800 metri              | Charline Mathias              | Aníta Hinriksdóttir          | Natalia Evangelidou            |
| 1500 metri             | Aníta Hinriksdóttir           | Natalia Evangelidou          | Martine Nobili                 |
| 5000 metri             | Slađana Perunović             | Marilena Sofokleous          | Martine Nobili                 |
| 10.000 metri           | Slađana Perunović             | Giselle Camilleri            | Adriana-Maria Di Guisto        |
| 100 metri ostacoli     | Kim Reuland                   | Arna Stefanía Guðmundsdóttir | Angeliki Athanasopoulou        |
| 400 metri ostacoli     | Arna Stefanía Guðmundsdóttir  | Kim Reuland                  | Lise Boryna                    |
| Staffetta 4x100m       | Islanda                       | Cipro                        | Lussemburgo                    |
| Staffetta 4x400m       | Islanda                       | Cipro                        | Lussemburgo                    |
| Salto in alto          | Marija Vuković                | Elodie Tshilumba             | Clàudia Guri                   |
| Salto con l'asta       | Gina Reuland                  | Hulda Þorsteinsdóttir        | Bogey Ragnheiður Leósdóttir    |
| Salto in lungo         | Hafdís Sigurðardóttir         | Rebecca Camilleri            | Ljiljana Matović               |
| Salto triplo           | Hafdís Sigurðardóttir         | Eleftheria Christofi         | Rebecca Sare                   |
| Getto del peso         | Stéphanie Krumlovsky          | Ann Bertemes                 | Irma Gunnarsdóttir             |
| Lancio del disco       | Androniki Lada                | Ásdís Hjálmsdóttir           | Kristín Karlsdóttir            |
| Lancio del martello    | Cathrine Jayne Cabasag Beatty | Vigdis Jónsdóttir            | María Ósk Felixdóttir          |
| Lancio del giavellotto | Ásdís Hjálmsdóttir            | Inga Stasiulionyte           | Maria Run Gunnlaugsdóttir      |